# Lycorea eva
Lycorea eva är en fjärilsart som beskrevs av Fabricius 1793. Lycorea eva ingår i släktet Lycorea och familjen praktfjärilar. Inga underarter finns listade i Catalogue of Life.